# 黑爾斯洛凱申 (新罕布什爾州)
黑爾斯洛凱申（英語：Hale's Location）是一個位於美國新罕布什爾州卡羅爾縣的鎮區。

## 人口
根據2020年美國人口普查的數據，黑爾斯洛凱申的面積為6.44平方千米，皆為陸地。當地共有人口132人，而人口密度為每平方千米20人。